# جوني هاست
جوني هاست (بالإنجليزية: Johnny Hassett)‏ هو لاعب كرة قدم أسترالية أسترالي، ولد في 15 يناير 1891 في ليونغاثا ‏ في أستراليا، وتوفي بنفس المكان في 24 مايو 1972.

## وصلات خارجية
- جوني هاست على موقع AustralianFootball.com (الإنجليزية)
- جوني هاست على موقع AFLtables.com (الإنجليزية)